# País Mentonasco

Lenguas de los Alpes Marítimos, con el mentonasco en el Sureste
occitano: vivaro-alpino mentonasco
occitano: vivaro-alpino intermediario
occitano: vivaro-alpino alpino
occitano: provenzal nizardo
occitano: provenzal marítimo
† figun (ligur colonial, sub. por el pr. marítimo)
royasco
brigasco
tendasco

El País Mentonasco o Tierra mentonasca (Païs Mentounasc en lengua mentonasca) es un territorio actualmente casi en su totalidad dentro del departamento francés de los Alpes Marítimos.
El País Mentonasco está íntegramente incluido en el territorio histórico del Condado de Niza de la cual es su sector sudoriental; se trata de un territorio de minoría etnolingüística que recibe su nombre de la pequeña ciudad costera de Menton, la cual resulta ser su capital cultural.
La lengua vernácula es un dialecto del occitano, el mentonasco (mentounasc), el cual se encuentra muy influido por el dialecto del ligur llamado intemelio. Otra opinión es que el mentonasco es una lengua transicional entre la actual lengua ligur y el occitano.
El País Mentonasco, ubicado en el extremo oriental de la Costa Azul incluye a la población de Roquebrune-Cap Martin/Rocabruna-Cap Martin y a las comunas (sus nombres en mentonasco) de:
- Menton
- Rocabruna (en francés: Roquebrune-Cap-Martin)
- Gorbio
- Castellar
- Castillon
- Sainte-Agnès
- Sospel